# Leopold I de Babenberg
Leopold I (també Luitpold I), nascut vers 940, mort el 994 a Würzburg) fou el primer marcgravi de la casa dels Babenberg que va governar sobre la Marca Oriental de Baviera (coneguda com a Àustria per Ost mark, Marca Oriental, o Ost reich, govern oriental, esmentada antigament com Ostarrichi) creada per l'emperador Otó II el 976 després d'esclafar la revolta del duc Enric II de Baviera. L'emperador va concedir llavors la marca a Leopold que era comte amb centre al castell de Babenberg.

## Vida
Leopold de Babenberg era un noble de Baviera, probablement el fill més jove d'Arnulf el Dolent, duc de Baviera i de Judit de Friül (Sulichgau). Fou un servidor fidel de l'emperador Otó I. El 976, Otó II el va nomenar marcgravi en el lloc del que es suposa que era el seu cunyat Bucard. La seva residència probable era Pöchlarn i potser també ja Melk. En aquesta època la marca s'estenia pels dos costats del Danubi a partir de l'Erlabach, a alguns quilòmetres a l'est del riu Enns fins a Wienerwald, el bosc vienès. Al sud el domini arribava als Alps i al nord comprenia només el Wagram i la valls baixes del Krems i el Kamp. El 991 el domini fou ampliat a l'est fins al Fischa. Era tanmateix comte al Traungau, el Sundergau i el Donaugau, en particular a Tegernsee (979) i a Straubing (983). Durant el seu regnat el bisne de Passau va organitzar alguns sínodes a Lorch i a Mautern.
Va morir el 10 de juliol de 994 a Wurzburg tocat per una fletxa durant una temptativa d'assassinat del seu cosí Enric de la línia de Schweinfurt.

## Fills

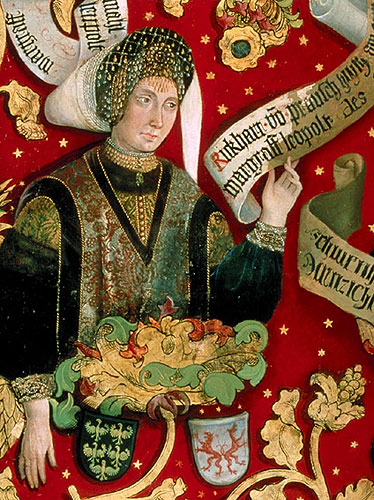
marquesa Richwardis (Rikchard), esposa de Leopold I de la genealogia dels Babenberg a l'abadia de Klosterneuburg

Leopold es va casar amb Ricarda (Richwarda, Richwardis, Rikchard) que es creu que era la germana o germanastre del comte Marquard I d'Eppenstein i la filla del comte Ernest IV del Sualafeldgau. Van tenir vuit fills:
- Enric I d'Àustria, nascut vers 965, mort el 23 de juny de 1018, successor com a marcgravi (994-1018)
- Judit
- Ernest, nascut vers 970/984, mort el 31 de maig de 1015, duc de Suàbia (1012-1015), casat amb Gisela, la filla del duc Herman II de Suàbia
- Poppon, nascut vers 986, mort el 16 de juny de 1047, arquebisbe de Trèveris (1016-1047)
- Adalbert, nascut vers 985, mort el 26 de maig de 1055, marcgravi d'Àustria (1018-1055) successor d'Enric I.
- Cunegunda
- Hemma, casada al comte Rapotó de Diessen
- Cristina, monja al claustre de Trèveris
- Luitpold ?, arquebisbe de Magúncia (1051-1059)